# Juchitán de Zaragoza
Juchitán de Zaragoza è un comune del Messico, situato nello stato di Oaxaca.